# Aree naturali e parchi urbani di Gorizia
(Frase popolare)
La città di Gorizia vanta numerosi giardini e parchi pubblici e privati, ciò è dovuto al fatto che negli anni sessanta dell'Ottocento si tentò di costituire un centro turistico complementare a Grado, infatti proprio in questi anni Carl von Czoernig-Czernhausen conia il termine Nizza austriaca riferito alla città.

## Giardini Pubblici

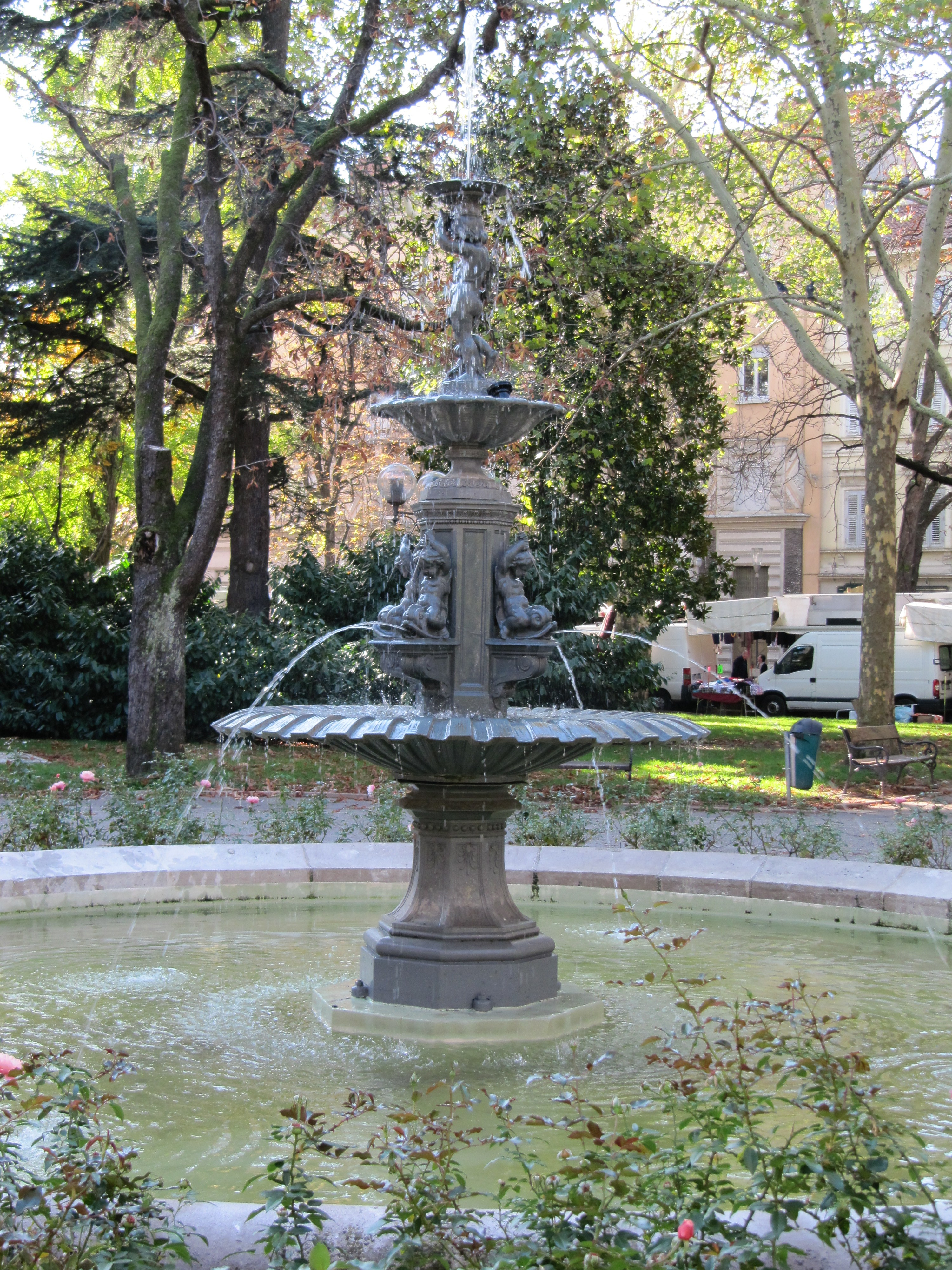
La fontana del Gyulai collocata al centro dei giardini pubblici.

Costruito su un terreno di una superficie di circa due ettari acquisito nel 1863 dalla famiglia De Grazia i giardini pubblici di Gorizia sono diventati la prima area di verde pubblico della città.
I giardini erano stati pensati e progettati in modo similare a quelli di altre città austro-ungariche e piantando aiuole di fiori e una molteplice varietà di alberi, piante come: ailanto, jucche, agavi, aloe, ginkgo, una magnolia già adulta. Il parco ospita anche numerosi monumenti a personaggi illustri legati al territorio e una fontana donata dal maresciallo Gyulai la quale dopo essere stata rimossa è stata ricollocata nella sua posizione originale all'inizio del millennio.
I giardini pubblici furono ridotti di dimensione nell'anno 1920 in seguito ai danneggiamenti causati dai bombardamenti della prima guerra mondiale e nel 1945.

## Parco della Rimembranza

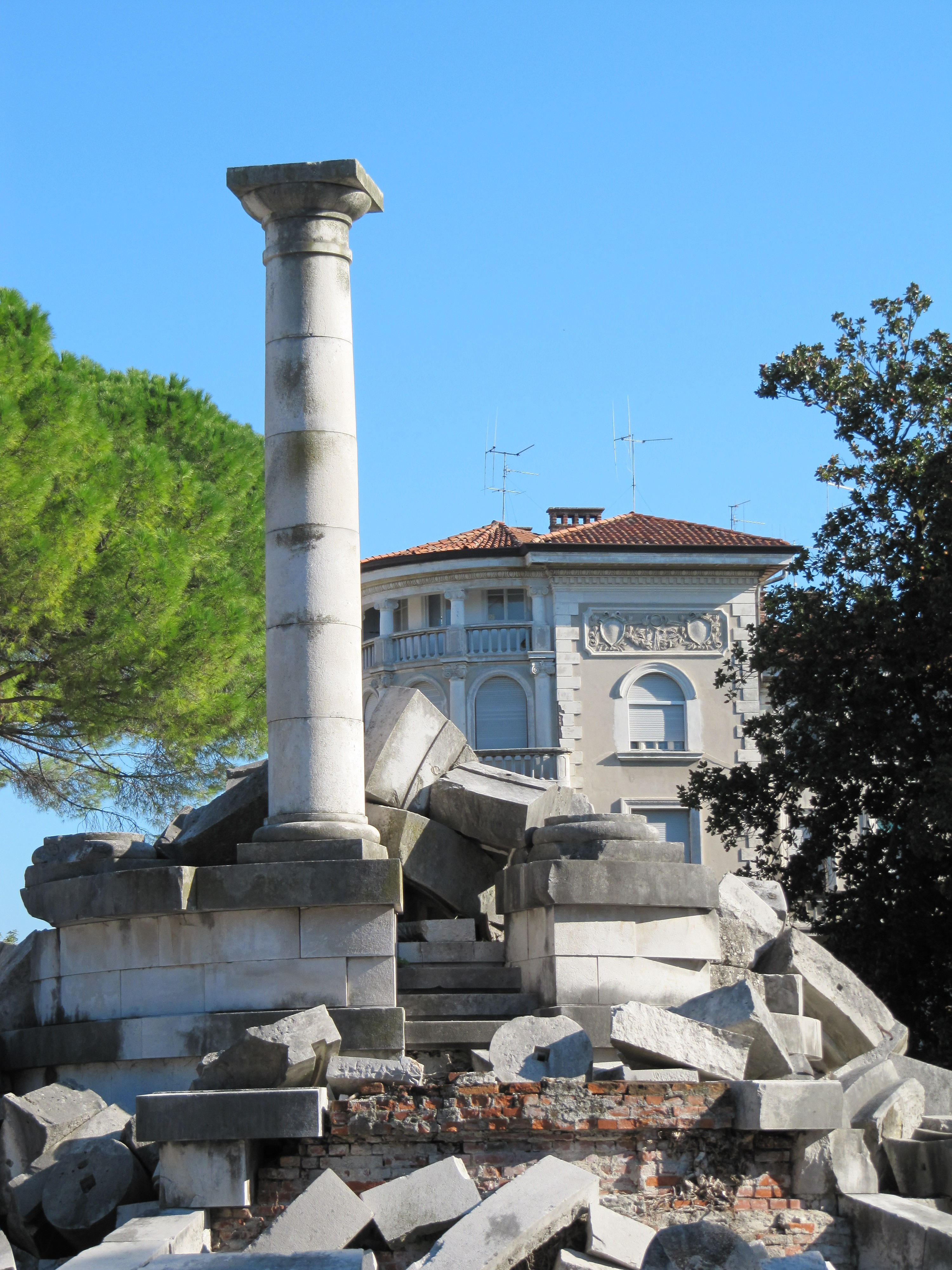
I resti del tempio circolare crollato durante la seconda guerra mondiale.

Costruito sul luogo in cui si trovava il vecchio cimitero della città il parco ha un'estensione di due ettari e mezzo ed è stato costruito nel 1923 da un progetto di Enrico Del Debbio.
Essendo di concezione più recente non si colloca più nell'ottica turistica che la città espresse durante il dominio sotto l'Impero austro-ungarico, ma viene creato per commemorare i caduti durante la prima guerra mondiale. Il tempio circolare del parco venne fatto saltare in aria dall'esercito della Jugoslavia nel 1945, i suoi resti sono stati lasciati nel luogo in cui la costruzione sorgeva.
Nel parco sono presenti diverse varietà di piante come: pino domestico, farnia, olmo ciliato, olmo montano, Magnolia grandiflora, cipresso di Lawson, bosso delle baleari.

## Il parco di Piuma-Isonzo
Il parco Piuma-Isonzo è composto da trentadue ettari diviso in due parti, una propriamente collinare e una fluviale aperte al pubblica rispettivamente nel 1985 e nel 1988.
La parte collinare è la maggiore; si estende sulla collina compresa tra il torrente Groina, l'abitato di Piuma e i colli di Oslavia. Tranne alcuni brandelli in mano ai privati, l'area è pressoché integralmente in possesso della Regione Autonoma Friuli-Venezia Giulia, che la gestisce attraverso la Direzione centrale risorse agricole, naturali e forestali. Vi si distinguono tre tipologie di biotopo: il bosco di rovere, il bosco misto con prevalenza di robinia e minori proporzioni di castagno, ciliegio e acero di monte, infine l'ontaneto composto da ontano nero vicino ai corsi d'acqua. In questa parte sono presenti varie strutture ricreative.
La zona fluviale invece è prevalentemente ricoperta da prati alberati a ontano nero, pioppo nero, salice bianco, e piccole macchie dei precedenti con sottobosco di nocciolo. L'area include la foce nell'Isonzo di due torrenti, la Groina e il rio di Piuma (in sloveno Pevmski potok, o anche solo Potok). Nella zona visibili inoltre sorgenti, che zampillano formando cascatelle tra le rocce e si raccolgono in un laghetto in cui sono presenti flora e fauna acquatica prima di defluire nell'Isonzo, formazioni geologiche che l'Isonzo ha creato erodendo il flysch. La zona, frutto del recupero di una vecchia discarica, è completata da un antico edificio: la dogana napoleonica adiacente al cosiddetto Ponte del Torrione, avente dei suggestivi sotterranei a ridosso dell'Isonzo.
A monte del ponte sull'Isonzo, sulla sponda destra, l'area di interesse ambientale continua, e, pur non ricadendo nel Parco, gode comunque di una certa tutela nonché di un regime di pesca particolare. La zona, poco frequentata e poco accessibile, è caratterizzata da pareti più o meno scoscese di conglomerato, con numerosi massi staccati e precipitati in qualche caso nel fiume, a formare degli isolotti. Il fiume, man mano che si procede verso monte, diviene a carattere sempre più torrentizio.
La macrofauna di questi luoghi comprende il cinghiale, il capriolo, la volpe, il tasso e la faina. Presenti inoltre diverse specie di roditori, tra cui lo scoiattolo, e tra i lagomorfi, la lepre. Tra l'avifauna, interessante segnalare la nidificazione sul fiume del cigno, e il passaggio di diverse specie di aironi, tra cui primeggiano l'airone cenerino e l'airone bianco maggiore. Nelle aree boschive buona presenza di rapaci, tra cui il gufo reale, l'assiolo, la civetta.

## Parco del Castello
Costituito negli anni che vanno dal 1993 al 1995 da un'area che una volta era un vivaio comunale adiacente al castello di Gorizia, l'area si estende per poco meno di quattro ettari che diventano quindici con le zone di verde proprietà dei privati.
Il bosco è composto soprattutto da robinie e aceri campestri e platanoidi, tiglio, gelso, castagno anche secolari, ailanto, carpino, e un sottobosco con una ricca presenza di noccioli, sambuchi e rovi.
La parte bassa ospita una piazzola attrezzata con tavoli, panchine e delle fontanelle.

## Parco di Palazzo Coronini Cronberg

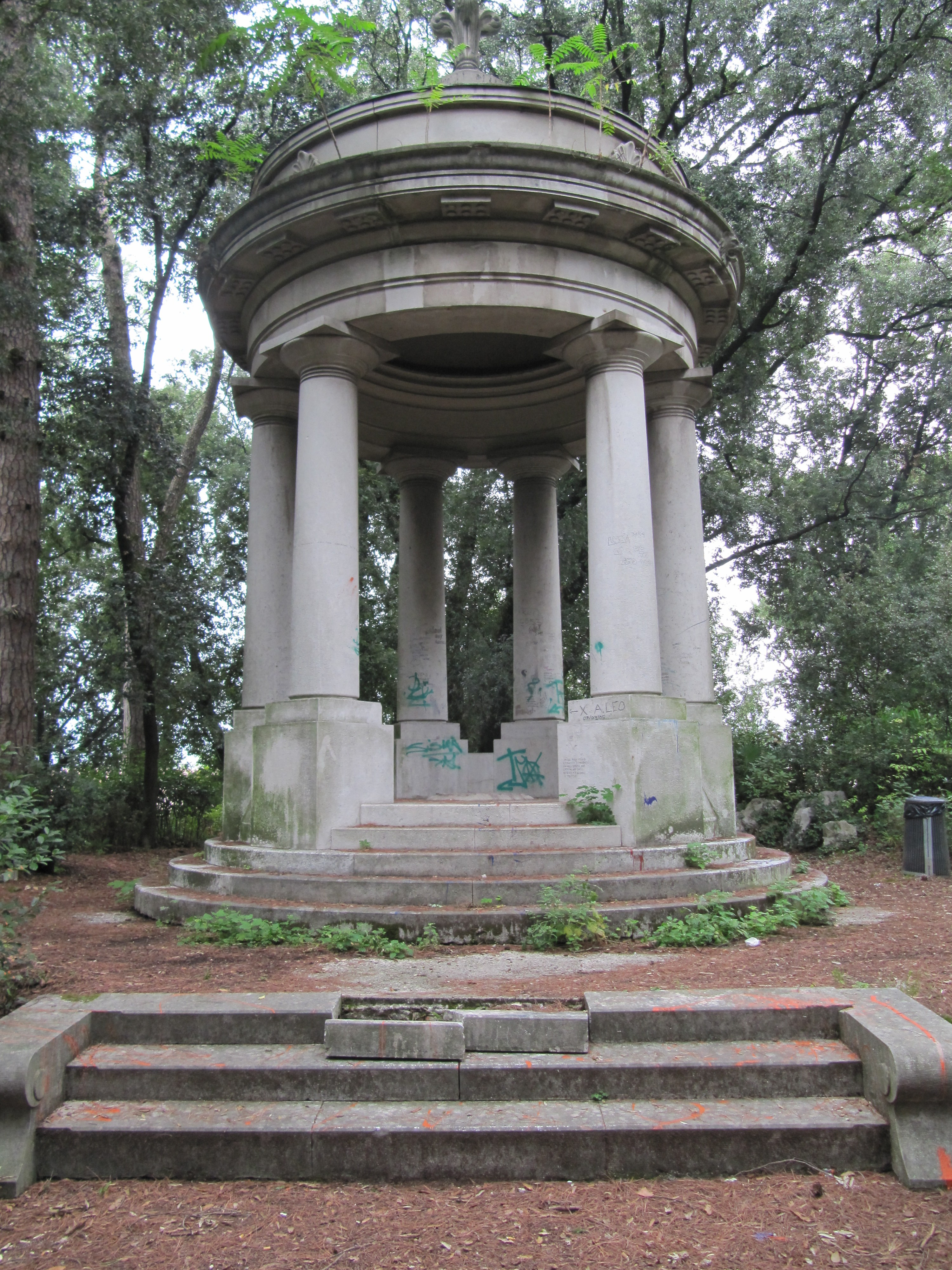
Edicola circolare del parco Coronini Cronberg, costruita negli anni 1914-1915.

Questo parco sorge intorno ad un palazzo del XVI secolo che il 7 ottobre 1820 divenne proprietà della famiglia Coronini. Il palazzo fu anche l'ultima residenza di Carlo X di Francia.
Grande quasi cinque ettari il parco di Palazzo Coronini Cronberg è stato costruito intorno agli anni ottanta dell'Ottocento da un progetto del conte Alfredo Coronini. Partendo da un giardino all'italiana a forma quadrata creò un giardino inglese che si sviluppa su diverse altimetrie. Vennero quindi aggiunte costruzioni e statue in stile Liberty per completare l'effetto scenografico ispirato al parco di Miramare e riproposto nel giardino della villa. Per lo stesso motivo una grande varietà di piante, anche esotiche vennero piantate nel parco come: palme, tassi, cedri, pini marittimi, cipressi, lecci, lauri, una quercia da sughero centenaria, nespoli del Giappone, bamboo, un ginkgo biloba, magnolie, oleandri, rose e camelie.

## Il parco Baiamonti
Attiguo all'omonimo stadio in dotazione alla Società Sportiva Audax-Sanrocchese, il parco Baiamonti è un'area verde di medie dimensioni, ospitante alcune zone ricreative. Si colloca nel rione di San Rocco. Le alberature sono costituite in prevalenza da aceri e prunus. Le prime due settimane di agosto vi si svolge la sagra di San Rocco.

## Il giardino delle azalee di Luciano Viatori
Il giardino fu ideato costruito da Luciano Viatori, a partire dal 1980 con l'obbiettivo di creare un giardino sul modello di quelli inglesi ottocenteschi presenti anche in città su una superficie di circa due ettari, orograficamente piuttosto disomogenea.
Al soleggiato pendio che guarda a sud fanno da contraltare due scarpate, una digradante verso il torrente Groina, l'altro verso un ruscello suo affluente. Tale conformazione porta ad aree con microclimi diversi,  sfruttati ai fini delle esigenze colturali delle piante. Le azalee, oltre centocinquanta e le camelie, circa cinquanta, essendo amanti dell'ombra, si trovano nel sottobosco sui pendii più ombrosi, così come molte magnolie: in totale il giardino conta centoventi di diversi tipi di Magnolia caducifoglia. Nella zona soleggiata si trovano le rose antiche, più o meno trecento comprese anche alcune moderne. Una vasta selezione di spiree, e altre essenze non frequenti come ortensie rampicanti, cornus di vari tipi e altri, unitamente alla posizione panoramica, ad alcune particolari caratteristiche geologiche, tra cui una forra, o storiche quali un cratere da bomba della seconda guerra mondiale che accoglie un laghetto contornato da flora acquatica. Pur essendo privato è aperto al pubblico durante alcuni mesi primaverili.